# 22730 Джейкобгурвітц
22730 Джейкобгурвітц (22730 Jacobhurwitz) — астероїд головного поясу, відкритий 26 вересня 1998 року.
Тіссеранів параметр щодо Юпітера — 3,412.